# Vriesea odorata
Vriesea odorata là một loài thực vật có hoa trong họ Bromeliaceae. Loài này được Leme miêu tả khoa học đầu tiên năm 1989.